# Матера (округ)
Округ Матера (итал. Provincia di Matera) је округ у оквиру покрајине Базиликата у средишњој Италији. Седиште округа и покрајине и највеће градско насеље је истоимени град Матера.
Површина округа је 3.446 км², а број становника 203.673 (2008. године).

## Природне одлике
Округ Матера чини мањи, источни део историјске области Базиликата. Он се налази у јужном делу државе, са изласком на Јонско море на истоку. У западном делу округа се налази јужни део планинског ланца Апенина (Лукански Апенини). Источно од планина налази налази се пространо бреговито подручје познато по виноградарству и производњи вина. На крајњем истоку налази приморска равница. Реке у округу су Брадано и Базенто. 

## Становништво
По последњим проценама из 2008. године у округу Матера живи преко 200.000 становника. Густина насељености је веома мала, испод 60 ст/км². Источна, нижа половина округа је боље насељена, као и око главног града Матере у северном делу округа. Западни, виши део је ређе насељен и слабије развијен.

## Општине и насеља
У округу Матера постоји 31 општина (итал. Comuni).
Најважније градско насеље и седиште округа и покрајине је град Матера (60.000 ст.) у северном делу округа. Други по величини је град Пистичи (17.000 ст.) у средишњем делу округа.